# San Miguel Oxtotilpan
San Miguel Oxtotilpan är en ort i kommunen Temascaltepec i delstaten Mexiko i Mexiko. Samhället hade 1 263 invånare vid folkräkningen 2020.